# Castello di Cisterna
Pour les articles homonymes, voir Castello et Cisterna.
Castello di Cisterna est une commune italienne de la ville métropolitaine de Naples dans la région Campanie en Italie.

## Administration
| Période                                  | Période | Identité | Étiquette | Qualité |
| ---------------------------------------- | ------- | -------- | --------- | ------- |
|                                          |         |          |           |         |
| Les données manquantes sont à compléter. |         |          |           |         |

### Communes limitrophes
Acerra, Brusciano, Pomigliano d'Arco, Somma Vesuviana